# Ignaz Thomas Scherr

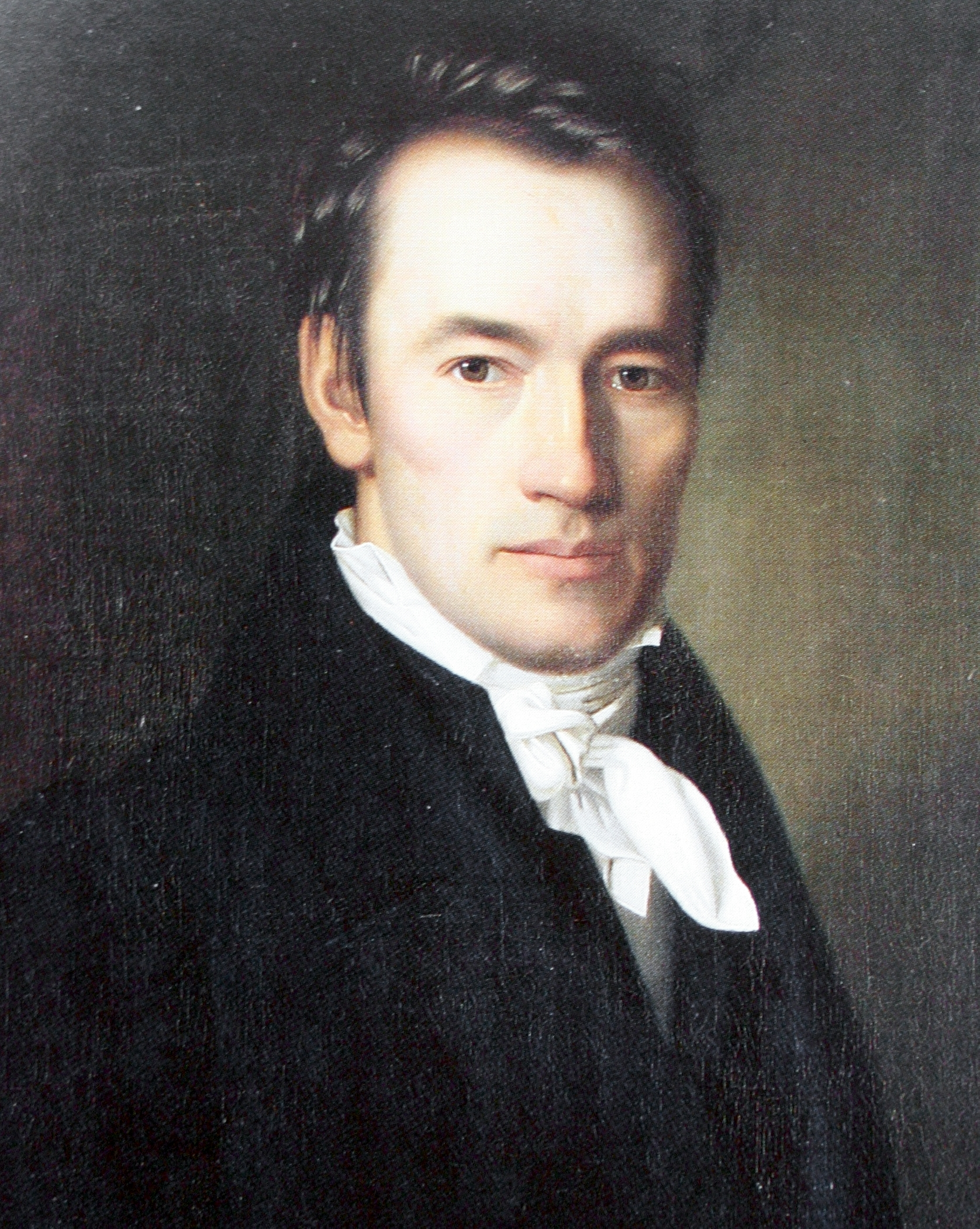
Thomas Scherr

Ignaz Thomas Scherr (* 15. Dezember 1801 in Rechberg; † 10. März 1870 in Zürich) war ein Schweizer Pädagoge, Pionier des Zürcher Volksschulwesens und Verfasser zahlreicher Lehrbücher und pädagogischer Schriften.

## Anfänge
Thomas Scherr war der Sohn des Lehrers Franz Scherr und dessen Frau Cäcilie, geborene Nüding. Thomas wurde ebenfalls Lehrer und widmete sich nach 1818 besonders der Bildung von Gehörlosen. Nach kurzer Tätigkeit als Elementarlehrer wurde Scherr 1821 in Gmünd als Gehörlosen- und Blindenlehrer angestellt. 1825 wurde er nach Zürich berufen, um dort die Leitung des dortigen Blindeninstituts zu übernehmen. Scherr gründete eine Taubstummenanstalt und verband sie mit dem Blindeninstitut; beide Anstalten zeigten unter seiner Führung bedeutende Erfolge. Neben seiner Tätigkeit als Leiter und Lehrer an den beiden Instituten beschäftigte sich Scherr mit allgemeinen pädagogischen Fragen und mit der Reform der zürcherischen Volksschule.
Lehrbücher und Lehrpläne, die er 1830 veröffentlichte, machten seinen Namen in weiteren Kreisen bekannt. Nach dem Übertritt zum reformierten Glauben und der Heirat mit einer Zürcherin wurde Scherr 1831 eingebürgert. Im gleichen Jahr wurde er in den Erziehungsrat des Kantons gewählt, wo er sich an der Volksschulreform beteiligte. Die Ausarbeitung eines neuen Volksschulgesetzes wurde ihm übertragen.

## Seminardirektor

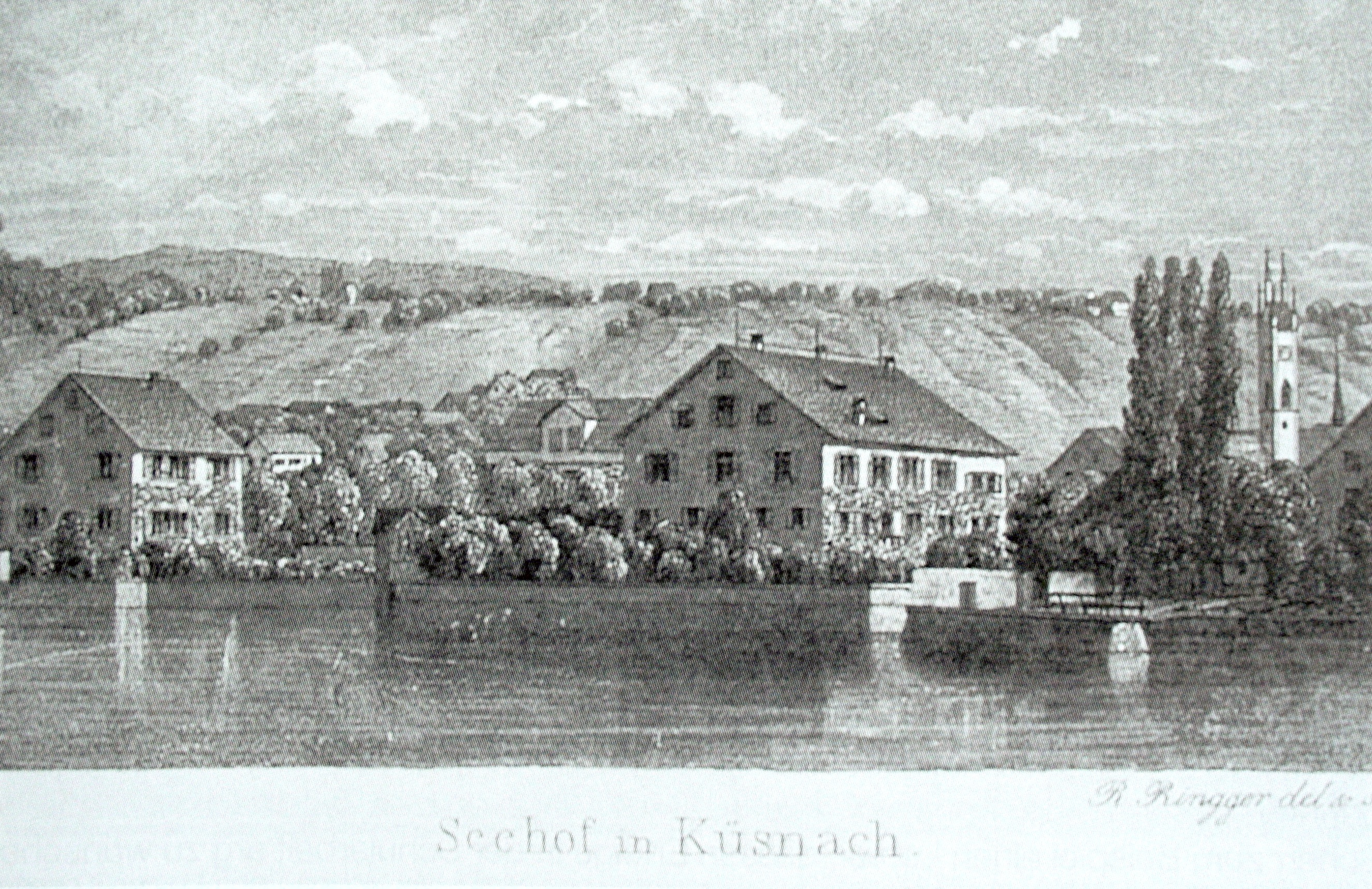
Der «Seehof», Stich von Rudolf Ringger

1832 war die Stelle des Direktors des neu gegründeten Lehrerseminars in Küsnacht ausgeschrieben. Der 31-jährige Scherr wurde vom Zürcher Regierungsrat mit zwölf gegen eine Stimme auf Lebenszeit gewählt. Scherr hatte sich nicht beworben; zu Unrecht befürchtete er, es mit den Küsnachtern verdorben zu haben, weil er zuvor für Greifensee als Sitz des Seminars eingetreten war. Mit seiner Familie bezog Scherr im Haus «zur Traube» an der Wiltisgasse eine Wohnung.
Raum für die Lehrerbildung fand sich im direkt am Zürichsee gelegenen Haus «Seehof» (heute C. G. Jung-Institut) im Besitz von Hauptmann Nägeli. Für den Unterricht standen im Erdgeschoss und im 1. Stock je zwei Zimmer zur Verfügung.

### Die ersten Jahre
Die pädagogische Bewegung breitete sich rasch über den ganzen Kanton aus. Scherr entfaltete eine heute kaum mehr nachvollziehbare Aktivität. Er unterrichtete die meisten Fächer selbst, besorgte die Direktionsgeschäfte, bot Weiterbildungskurse für Lehrer an, verfasste pädagogische Schriften, besuchte – zu Fuss – Dorfschulen im ganzen Kanton und war zudem nach wie vor Mitglied des kantonalen Erziehungsrates.
Scherr schreibt: «Das Leben und Treiben, wie es derzeit in Küsnacht herrscht, lässt sich nicht beschreiben. Kein Tag vergeht, ohne dass sich nicht wissbegierige Gäste einfinden, an jedem Tag, da eine Dorfschule Ferien hat, eilt der Lehrer ins Seminar, um sich Belehrung zu holen. Ich konnte des Tages 6–10 Lehrstunden geben, dann nachts an organisatorischen Arbeiten und pädagogischen Schriften bis in die Zeit des anderen Tages fortfahren und morgens heiter und froh den Kreis von neuem beginnen. Oder ich konnte am späten Abend bei Sturm und Regen zu Fuss in die Sitzung des Erziehungsrates nach Zürich eilen und nach mühevollem Heimgang noch die Korrekturen des schriftlichen Aufsatzes besorgen. Das waren die schönsten Tage meines Lebens; ich fühlte, welche Macht und Stärke in der Aufnahme einer schöpferischen Idee liegt.»
Das Seminar Küsnacht galt als das vorbildlichste und am besten geführte der ganzen Schweiz. Im Frühling 1834 zog das Seminar in das ein Jahr zuvor frei gewordene Amtshaus um, das Hauptgebäude der ehemaligen Komturei der Johanniter. Den «Seehof» konnte Scherr im Jahr 1837 privat erwerben.

### Scherrs Entlassung

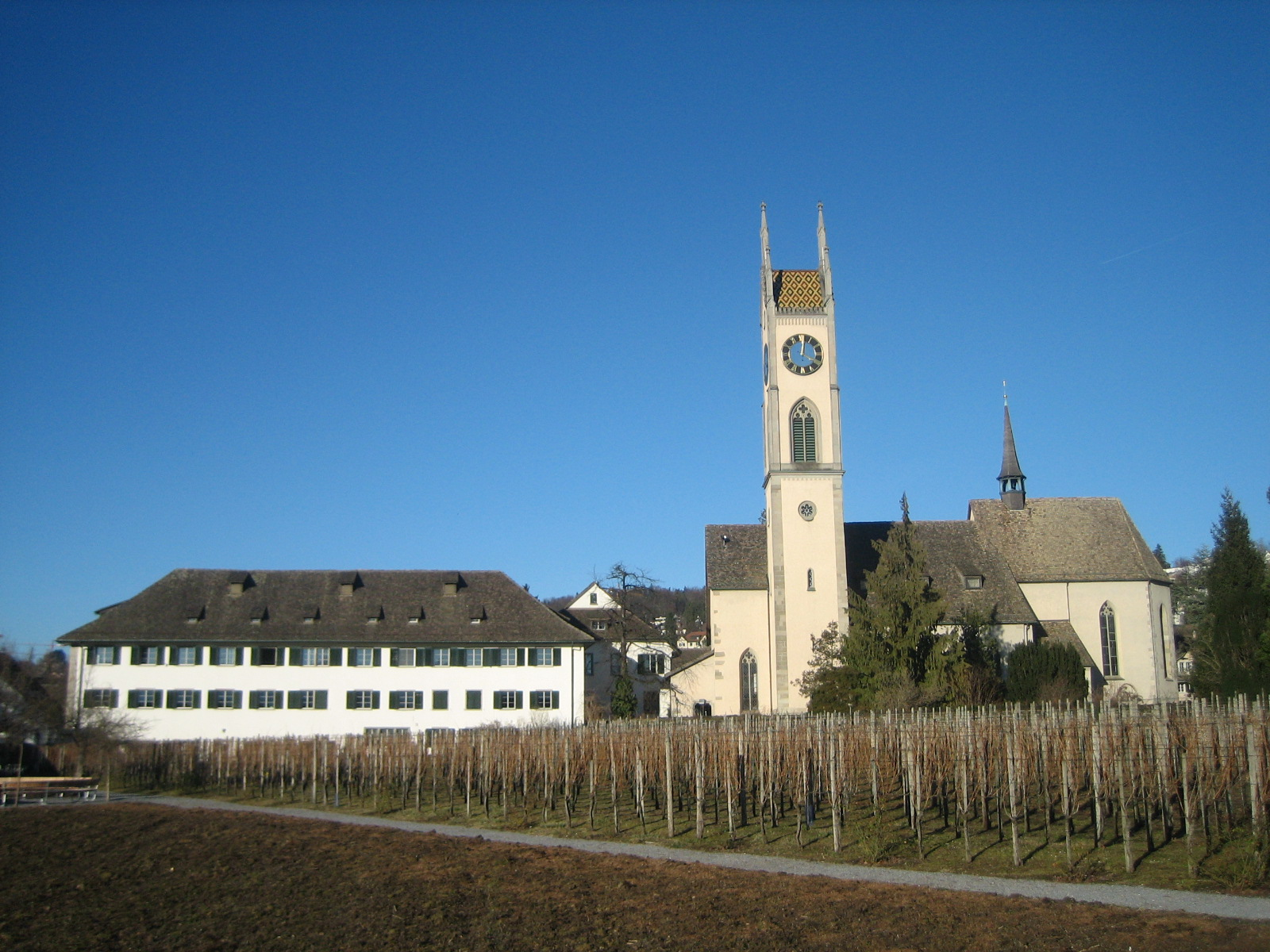
Hauptgebäude der Kantonsschule Küsnacht

In seiner Stellung als Seminardirektor leitete und reformierte Scherr fast unumschränkt und allein das ihm unterstellte Volksschulwesen. So sehr er einerseits Erfolg hatte und bewundert wurde, so sehr war er anderseits für die Konservativen ein Feindbild. Besonders die Geistlichkeit, die bisher die Schule kontrolliert hatte, sah ihre Autorität bedroht. Sie verketzerte ihn als einen den wahren Glauben gefährdenden Propheten, dessen liberal gefärbtes Christentum durch seine Schüler über das Land verteilt werde und dessen neue Lehrmittel den neuen Unglauben verkünden könnten. Die Drohungen gegen Scherr sollen so massiv geworden sein, dass er, wenn er spät nachts zu Fuss von der Sitzung des Erziehungsrates in Zürich nach Hause eilte,
von einer Eskorte starker Seminaristen begleitet wurde. Auch aus Fabrikantenkreisen erwuchs Scherr wegen eines angestrebten Verbots der Kinder-Nachtarbeit Widerstand; bei seinen Besuchen der Dorfschulen hatte er erlebt, wie zahlreiche Kinder während des Unterrichts schliefen, weil sie in der Nacht sechs Stunden in der Fabrik arbeiten mussten. Der Regierungsrat erliess auf Scherrs Bericht hin tatsächlich eine Verordnung gegen den Missbrauch von Kindern in der Fabrikarbeit. Seine pädagogischen Ansichten vertrat Scherr in dem von ihm herausgegebenen «Pädagogischen Beobachter».
Nach dem Sieg der reaktionären Kreise im Züriputsch am 6. September 1839 fiel Scherr den Umbesetzungen in den wichtigsten Behörden zum Opfer, in denen Konservative Einsitz nahmen. Er wurde, obwohl auf Lebenszeit gewählt, im Sommer 1839 im Amt suspendiert und auf ein Drittel seines Gehalts gesetzt. Bis zum 1. November hatte er sein Büro zu räumen, und auf den 1. Mai 1840 wurde er entlassen. In einem Rekurs an den Regierungsrat gegen seine unrechtmässige Entlassung unterlag er.
Zu seiner Entlassung schrieb Scherr:
- «Was habe ich verbrochen?
- 1. Ich wollte die Volksschule zu einer freien, selbständigen Anstalt erheben, dafür straft mich der Hass vieler Geistlicher.
- 2. Ich wollte eine Volksschule, aus der ein edles, vernünftiges Volk hervorgeht, darum hassen mich die Aristokraten.
- 3. Ich wollte auch dem ärmsten Kind den Weg der Schule und einer heiteren Jugend verschaffen, darum verfolgt mich der Eigennutz mancher Fabrikherren und die Roheit gewissenloser Eltern.»

Am 17. August 1840 fand in Küsnacht eine zweite pompöse Eröffnungsfeier statt, bei der Scherrs Verdienste keines Wortes erwähnt wurden; stattdessen gab es Beteuerungen an die Konservativen und an die Kirche.

## Weiteres Wirken in Winterthur und im Thurgau

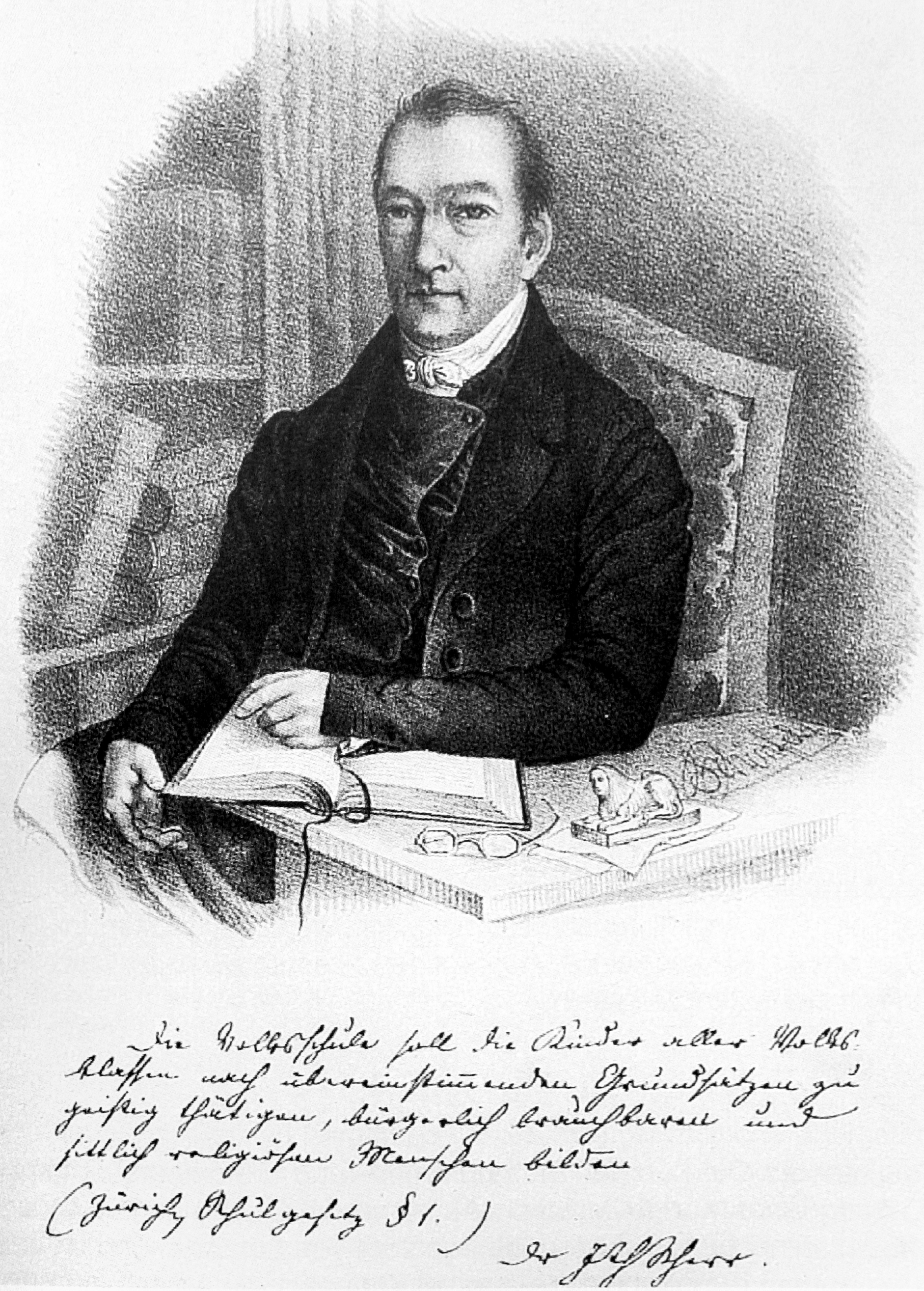
Scherr im Alter von etwa 45 Jahren. «Die Volksschule soll die Kinder aller Volksklassen nach übereinstimmenden Grundsätzen zu geistig thätigen, bürgerlich brauchbaren und sittlich religiösen Menschen bilden».

1842 verkaufte Scherr dem Kanton seinen «Seehof», was ihm erlaubte, das Gut «Obere Hochstrasse» in Emmishofen bei Kreuzlingen im Kanton Thurgau zu kaufen. 1843 eröffnete er zusammen mit seinem jüngeren Bruder Johann auf dem 1840 gekauften «Sonnenberg» in Winterthur ein Privatinstitut für Taubstumme und als vorbereitende Schule zum Hochschulstudium für Knaben. Da sich im Kanton Zürich inzwischen die Verhältnisse zu Gunsten eines freieren Unterrichtswesens geändert hatten, konnte Scherr dort bis zu seinem Tode an der Verwirklichung seiner pädagogischen Ideen weiterarbeiten. In Winterthur hielt er zudem Vorlesungen über deutsche Literatur, erteilte auf Französisch Revolutionsgeschichte und unterrichtete Erwachsene in deutscher Sprache. Dort erhielt er auch eine von 4763 Kantonsbürgern unterschriebene Dankesadresse und eine goldene Denkmünze. Von 1852 bis 1855 war Scherr Präsident des Thurgauer Erziehungsrates.
Scherrs letzte Jahre waren einerseits geprägt durch weite Reisen durch Europa, zahlreiche Briefwechsel mit Freunden und Besuche von Schulen und Heimen, anderseits überschattet von einem Ohrenleiden, das ihn schwerhörig machte. Thomas Scherr verstarb am 10. März 1870 an einem Herzschlag. In Küsnacht ist eine Strasse und in Zürich ein Primarschulhaus im Kreis 6 nach ihm benannt.

## Privates
Scherr war verheiratet mit Anna Lattmann von Hütten. Von ihren acht Kindern überlebten nur die zwei Töchter Cäcilia und Elise, von den Knaben wurde keiner älter als zwei Jahre. Nach dem Tod seiner Frau, die im Alter von kaum 30 Jahren verstarb, heiratete Scherr 1844 Wilhelmine Feez aus Frankfurt. Die zweite Ehe blieb kinderlos.
Scherr war der Bruder des bekannten Kultur- und Literaturhistorikers Johannes Scherr.

## Literatur

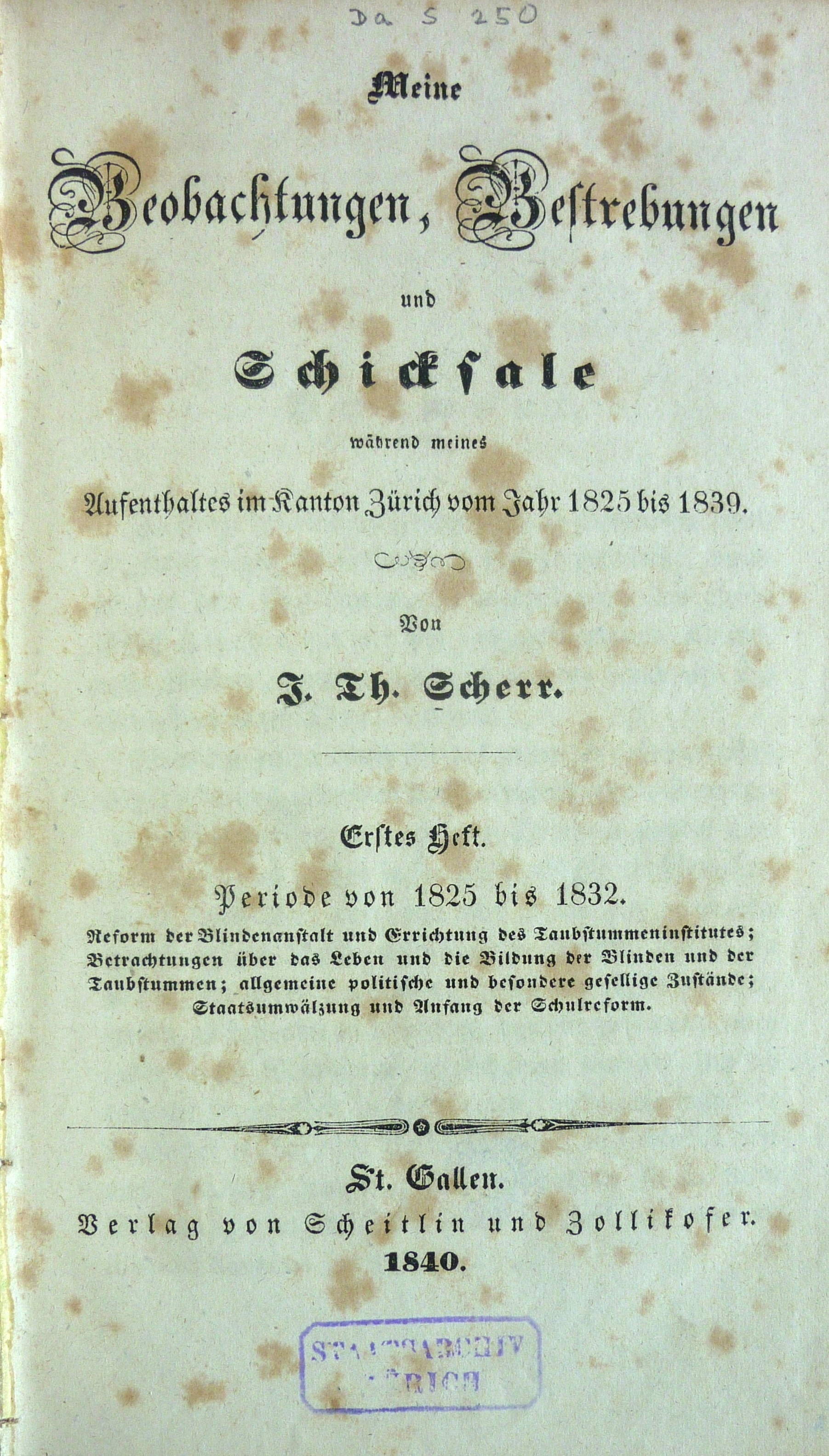
Meine Beobachtungen, Bestrebungen und Schicksale, St. Gallen 1840